# Qatar ExxonMobil Open 2001 - Qualificazioni singolare
Le qualificazioni del singolare  del Qatar ExxonMobil Open 2001 sono state un torneo di tennis preliminare per accedere alla fase finale della manifestazione. I vincitori dell'ultimo turno sono entrati di diritto nel tabellone principale. In caso di ritiro di uno o più giocatori aventi diritto a questi sono subentrati i lucky loser, ossia i giocatori che hanno perso nell'ultimo turno ma che avevano una classifica più alta rispetto agli altri partecipanti che avevano comunque perso nel turno finale.
Le qualificazioni del torneo Qatar ExxonMobil Open 2001 prevedevano 32 partecipanti di cui 4 sono entrati nel tabellone principale.

## Teste di serie
1. Joan Balcells (secondo turno)
2. Bohdan Ulihrach (Qualificato)
3. Attila Sávolt (secondo turno)
4. Nicolas Coutelot (Qualificato)

1. Ján Krošlák (secondo turno)
2. Filippo Volandri (secondo turno)
3. Lars Burgsmüller (primo turno)
4. Juan-Albert Viloca-Puig (ultimo turno)

## Qualificati
1. Fredrik Jonsson
2. Bohdan Ulihrach

1. Nenad Zimonjić
2. Nicolas Coutelot

## Tabellone

### Legenda
| - Q = Qualificato - WC = Wild card - LL = Lucky loser | - ALT = Alternate - SE = Special Exempt - PR = Protected Ranking | - w/o = Walkover - r = Ritirato - d = Squalificato |

### Sezione 1
|  | Primo turno          | Primo turno          | Primo turno          | Primo turno | Primo turno |  |  | Secondo turno | Secondo turno    | Secondo turno    | Secondo turno   | Secondo turno   |   |   | Ultimo turno | Ultimo turno | Ultimo turno | Ultimo turno | Ultimo turno |  |
|  |                      |                      |                      |             |             |  |  |               |                  |                  |                 |                 |   |   |              |              |              |              |              |  |
|  | 1                    | Joan Balcells        | 63                   | 6           | 7           |  |  |               |                  |                  |                 |                 |   |   |              |              |              |              |              |  |
|  |                      | Marcus Sarstrand     | 7                    | 3           | 5           |  |  | 1             | Joan Balcells    | 4                | 7               | 3               |   |   |              |              |              |              |              |  |
|  | Renzo Furlan         | Renzo Furlan         | Renzo Furlan         | 6           | 6           |  |  |               | Renzo Furlan     | 6                | 63              | 6               |   |   |              |              |              |              |              |  |
|  | Marc Fornell-Mestres | Marc Fornell-Mestres | Marc Fornell-Mestres | 2           | 2           |  |  |               |                  |                  |                 |                 |   |   | Renzo Furlan | Renzo Furlan | Renzo Furlan | 4            | 3            |  |
|  | Fredrik Jonsson      | Fredrik Jonsson      | Fredrik Jonsson      | 6           | 6           |  |  |               |                  | Fredrik Jonsson  | Fredrik Jonsson | Fredrik Jonsson | 6 | 6 |              |              |              |              |              |  |
|  | Andy Fahlke          | Andy Fahlke          | Andy Fahlke          | 2           | 2           |  |  |               | Fredrik Jonsson  | Fredrik Jonsson  | 6               | 6               |   |   |              |              |              |              |              |  |
|  | 6                    | Filippo Volandri     | Filippo Volandri     | 6           | 6           |  |  | 6             | Filippo Volandri | Filippo Volandri | 3               | 3               |   |   |              |              |              |              |              |  |
|  |                      | Daniel Nestor        | Daniel Nestor        | 2           | 0           |  |  |               |                  |                  |                 |                 |   |   |              |              |              |              |              |  |

### Sezione 2
|  | Primo turno          | Primo turno             | Primo turno             | Primo turno | Primo turno |  |  | Secondo turno | Secondo turno      | Secondo turno      | Secondo turno      | Secondo turno |   |    | Ultimo turno | Ultimo turno    | Ultimo turno | Ultimo turno | Ultimo turno |  |
|  |                      |                         |                         |             |             |  |  |               |                    |                    |                    |               |   |    |              |                 |              |              |              |  |
|  | 2                    | Bohdan Ulihrach         | Bohdan Ulihrach         | 7           | 6           |  |  |               |                    |                    |                    |               |   |    |              |                 |              |              |              |  |
|  |                      | Kirill Ivanov-Smolensky | Kirill Ivanov-Smolensky | 5           | 3           |  |  | 2             | Bohdan Ulihrach    | Bohdan Ulihrach    | 6                  | 6             |   |    |              |                 |              |              |              |  |
|  | Mario Ančić          | Mario Ančić             | 4                       | 6           | 6           |  |  |               | Mario Ančić        | Mario Ančić        | 1                  | 4             |   |    |              |                 |              |              |              |  |
|  | Ivo Heuberger        | Ivo Heuberger           | 6                       | 1           | 0           |  |  |               |                    |                    |                    |               |   |    | 2            | Bohdan Ulihrach | 6            | 1            | 7            |  |
|  | Paul-Henri Mathieu   | Paul-Henri Mathieu      | Paul-Henri Mathieu      | 6           | 6           |  |  |               |                    |                    | Paul-Henri Mathieu | 2             | 6 | 65 |              |                 |              |              |              |  |
|  | Melvyn Op Der Heijde | Melvyn Op Der Heijde    | Melvyn Op Der Heijde    | 1           | 2           |  |  |               | Paul-Henri Mathieu | Paul-Henri Mathieu | 6                  | 6             |   |    |              |                 |              |              |              |  |
|  | 5                    | Ján Krošlák             | Ján Krošlák             | 6           | 7           |  |  | 5             | Ján Krošlák        | Ján Krošlák        | 3                  | 1             |   |    |              |                 |              |              |              |  |
|  |                      | Marzio Martelli         | Marzio Martelli         | 4           | 64          |  |  |               |                    |                    |                    |               |   |    |              |                 |              |              |              |  |

### Sezione 3
|  | Primo turno       | Primo turno               | Primo turno               | Primo turno | Primo turno |  |  | Secondo turno   | Secondo turno   | Secondo turno   | Secondo turno   | Secondo turno   |   |   | Ultimo turno   | Ultimo turno   | Ultimo turno   | Ultimo turno | Ultimo turno |  |
|  |                   |                           |                           |             |             |  |  |                 |                 |                 |                 |                 |   |   |                |                |                |              |              |  |
|  | 3                 | Attila Sávolt             | Attila Sávolt             | 6           | 6           |  |  |                 |                 |                 |                 |                 |   |   |                |                |                |              |              |  |
|  |                   | Nasser-Ghanim Al Khulaifi | Nasser-Ghanim Al Khulaifi | 2           | 1           |  |  | 3               | Attila Sávolt   | Attila Sávolt   | 3               | 1r              |   |   |                |                |                |              |              |  |
|  | Nenad Zimonjić    | Nenad Zimonjić            | Nenad Zimonjić            | 6           | 6           |  |  |                 | Nenad Zimonjić  | Nenad Zimonjić  | 6               | 2               |   |   |                |                |                |              |              |  |
|  | Vasilīs Mazarakīs | Vasilīs Mazarakīs         | Vasilīs Mazarakīs         | 4           | 4           |  |  |                 |                 |                 |                 |                 |   |   | Nenad Zimonjić | Nenad Zimonjić | Nenad Zimonjić | 6            | 6            |  |
|  | Dick Norman       | Dick Norman               | 65                        | 6           | 6           |  |  |                 |                 | Alexander Waske | Alexander Waske | Alexander Waske | 3 | 2 |                |                |                |              |              |  |
|  | Mark Knowles      | Mark Knowles              | 7                         | 1           | 4           |  |  | Dick Norman     | Dick Norman     | 4               | 6               | 3               |   |   |                |                |                |              |              |  |
|  |                   | Alexander Waske           | Alexander Waske           | 7           | 6           |  |  | Alexander Waske | Alexander Waske | 6               | 1               | 6               |   |   |                |                |                |              |              |  |
|  | 7                 | Lars Burgsmüller          | Lars Burgsmüller          | 5           | 2           |  |  |                 |                 |                 |                 |                 |   |   |                |                |                |              |              |  |

### Sezione 4
|  | Primo turno            | Primo turno             | Primo turno            | Primo turno | Primo turno |  |  | Secondo turno | Secondo turno           | Secondo turno          | Secondo turno           | Secondo turno           |   |   | Ultimo turno | Ultimo turno     | Ultimo turno     | Ultimo turno | Ultimo turno |  |
|  |                        |                         |                        |             |             |  |  |               |                         |                        |                         |                         |   |   |              |                  |                  |              |              |  |
|  | 4                      | Nicolas Coutelot        | 3                      | 6           | 6           |  |  |               |                         |                        |                         |                         |   |   |              |                  |                  |              |              |  |
|  |                        | Federico Luzzi          | 6                      | 4           | 4           |  |  | 4             | Nicolas Coutelot        | Nicolas Coutelot       | 6                       | 6                       |   |   |              |                  |                  |              |              |  |
|  | Jean-François Bachelot | Jean-François Bachelot  | Jean-François Bachelot | 6           | 6           |  |  |               | Jean-François Bachelot  | Jean-François Bachelot | 3                       | 2                       |   |   |              |                  |                  |              |              |  |
|  | Uros Vico              | Uros Vico               | Uros Vico              | 3           | 3           |  |  |               |                         |                        |                         |                         |   |   | 4            | Nicolas Coutelot | Nicolas Coutelot | 6            | 6            |  |
|  | Oscar Burrieza-Lopez   | Oscar Burrieza-Lopez    | Oscar Burrieza-Lopez   | 6           | 7           |  |  |               |                         | 8                      | Juan-Albert Viloca-Puig | Juan-Albert Viloca-Puig | 3 | 2 |              |                  |                  |              |              |  |
|  | Igor' Kunicyn          | Igor' Kunicyn           | Igor' Kunicyn          | 4           | 6(1)        |  |  |               | Oscar Burrieza-Lopez    | 6                      | 3                       | 5                       |   |   |              |                  |                  |              |              |  |
|  | 8                      | Juan-Albert Viloca-Puig | 6                      | 4           | 7           |  |  | 8             | Juan-Albert Viloca-Puig | 2                      | 6                       | 7                       |   |   |              |                  |                  |              |              |  |
|  |                        | Mohammad Ghareeb        | 2                      | 6           | 610         |  |  |               |                         |                        |                         |                         |   |   |              |                  |                  |              |              |  |